# Palazzo Baronale (Neapel)
Der Palazzo Baronale ist ein Palast aus dem 17. Jahrhundert im Viertel Pianura von Neapel in der italienischen Region Kampanien.

## Geschichte und Beschreibung
Der Palast wurde 1678 für die Familie De Grassi erbaut. Der besterhaltene Teil ist die Familienkapelle, in der bis heute ein Gemälde der Madonna del Rosario und ein Altar aus polychromem Marmor erhalten sind, die aus der ersten Hälfte des 18. Jahrhunderts stammen. Der Eingang zur Kapelle war früher mit wertvollen Marmorplatten verkleidet. Heute sind davon nur noch die beiden Steinportale erhalten, die ebenfalls aus der ersten Hälfte des 18. Jahrhunderts stammen.